# Стрибки у воду на Чемпіонаті світу з водних видів спорту 2017 — трамплін, 3 метри (чоловіки)
Змагання зі стрибків у воду з триметрового трампліна серед чоловіків на Чемпіонаті світу з водних видів спорту 2017 відбулися 19 і 20 липня.

## Результати
Попередній раунд розпочався 19 липня о 10:00. Півфінали розпочались 19 липня о 15:30. Фінал відбувся 20 липня о 18:30.
Зеленим позначено фіналістів
Блакитним позначено півфіналістів
| Місце | Стрибун            | Країна          | Попередній раунд | Попередній раунд | Півфінал     | Півфінал     | Фінал        | Фінал        |
| Місце | Стрибун            | Країна          | Очки             | Місце            | Очки         | Місце        | Очки         | Місце        |
| ----- | ------------------ | --------------- | ---------------- | ---------------- | ------------ | ------------ | ------------ | ------------ |
| 1     | Сє Сиї             | Китай           | 512.90           | 1                | 476.50       | 4            | 547.10       | 1            |
| 2     | Патрік Гаусдінґ    | Німеччина       | 447.40           | 5                | 471.70       | 5            | 526.15       | 2            |
| 3     | Ілля Захаров       | Росія           | 502.30           | 2                | 471.30       | 6            | 505.90       | 3            |
| 4     | Роммель Пачеко     | Мексика         | 431.75           | 10               | 478.90       | 3            | 501.60       | 4            |
| 5     | Джек Лафер         | Велика Британія | 477.85           | 3                | 498.75       | 2            | 500.65       | 5            |
| 6     | Джахір Окампо      | Мексика         | 444.95           | 7                | 427.15       | 11           | 487.15       | 6            |
| 7     | Олег Колодій       | Україна         | 418.70           | 14               | 409.95       | 12           | 470.00       | 7            |
| 8     | Євген Кузнецов     | Росія           | 423.85           | 12               | 464.75       | 7            | 458.70       | 8            |
| 9     | Джеймс Коннор      | Австралія       | 431.90           | 9                | 462.30       | 8            | 453.80       | 9            |
| 10    | Цао Юань           | Китай           | 452.65           | 4                | 517.45       | 1            | 453.70       | 10           |
| 11    | Росс Хаслам        | Велика Британія | 425.70           | 11               | 433.00       | 10           | 452.90       | 11           |
| 12    | Меттью Россе       | Франція         | 442.35           | 8                | 443.55       | 9            | 435.70       | 12           |
| 13    | Сьо Сакаї          | Японія          | 445.65           | 6                | 407.80       | 13           | Не пройшли   | Не пройшли   |
| 14    | Ґійом Дютуа        | Швейцарія       | 407.10           | 18               | 405.95       | 14           | Не пройшли   | Не пройшли   |
| 15    | Ілля Кваша         | Україна         | 416.30           | 15               | 405.60       | 15           | Не пройшли   | Не пройшли   |
| 16    | Константін Блага   | Австрія         | 398.05           | 19               | 401.90       | 16           | Не пройшли   | Не пройшли   |
| 17    | Філіпп Ганьє       | Канада          | 410.25           | 16               | 396.90       | 17           | Не пройшли   | Не пройшли   |
| 18    | Стіл Джонсон       | США             | 409.65           | 17               | 394.55       | 18           | Не пройшли   | Не пройшли   |
| 19    | У Ха Рам           | Південна Корея  | 420.10           | 13               | Не стартував | Не стартував | Не стартував | Не стартував |
| 20    | Майкл Гіксон       | США             | 397.45           | 20               | Не пройшли   | Не пройшли   | Не пройшли   | Не пройшли   |
| 21    | Себастьян Вілья    | Колумбія        | 395.40           | 21               | Не пройшли   | Не пройшли   | Не пройшли   | Не пройшли   |
| 22    | Ніколас Гарсія     | Іспанія         | 390.80           | 22               | Не пройшли   | Не пройшли   | Не пройшли   | Не пройшли   |
| 23    | Кім Йон Нам        | Південна Корея  | 388.70           | 23               | Не пройшли   | Не пройшли   | Не пройшли   | Не пройшли   |
| 24    | Джованні Точчі     | Італія          | 388.05           | 24               | Не пройшли   | Не пройшли   | Не пройшли   | Не пройшли   |
| 25    | Рафаель Кінтеро    | Пуерто-Рико     | 386.70           | 25               | Не пройшли   | Не пройшли   | Не пройшли   | Не пройшли   |
| 26    | Цзи Лян Оой        | Малайзія        | 385.92           | 26               | Не пройшли   | Не пройшли   | Не пройшли   | Не пройшли   |
| 27    | Штефан Фек         | Німеччина       | 385.45           | 27               | Не пройшли   | Не пройшли   | Не пройшли   | Не пройшли   |
| 28    | Франсуа Імбо-Дюлак | Канада          | 385.30           | 28               | Не пройшли   | Не пройшли   | Не пройшли   | Не пройшли   |
| 29    | Йона Найт-Віздом   | Ямайка          | 385.00           | 29               | Не пройшли   | Не пройшли   | Не пройшли   | Не пройшли   |
| 30    | Себастьян Моралес  | Колумбія        | 383.90           | 30               | Не пройшли   | Не пройшли   | Не пройшли   | Не пройшли   |
| 31    | Кевін Чавез        | Австралія       | 382.85           | 31               | Не пройшли   | Не пройшли   | Не пройшли   | Не пройшли   |
| 32    | Альберто Аревало   | Іспанія         | 372.45           | 32               | Не пройшли   | Не пройшли   | Не пройшли   | Не пройшли   |
| 33    | Олівер Дінглі      | Ірландія        | 369.75           | 33               | Не пройшли   | Не пройшли   | Не пройшли   | Не пройшли   |
| 34    | Анджей Жешутек     | Польща          | 366.75           | 34               | Не пройшли   | Не пройшли   | Не пройшли   | Не пройшли   |
| 35    | Йоні Каллункі      | Фінляндія       | 364.55           | 35               | Не пройшли   | Не пройшли   | Не пройшли   | Не пройшли   |
| 36    | Микита Ткачов      | Білорусь        | 355.00           | 36               | Не пройшли   | Не пройшли   | Не пройшли   | Не пройшли   |
| 37    | Ян Матос           | Бразилія        | 338.65           | 37               | Не пройшли   | Не пройшли   | Не пройшли   | Не пройшли   |
| 38    | Джої ван Еттен     | Нідерланди      | 335.10           | 38               | Не пройшли   | Не пройшли   | Не пройшли   | Не пройшли   |
| 39    | Євгеній Корольов   | Білорусь        | 328.05           | 39               | Не пройшли   | Не пройшли   | Не пройшли   | Не пройшли   |
| 40    | Тімоті Лі          | Сінгапур        | 325.65           | 40               | Не пройшли   | Не пройшли   | Не пройшли   | Не пройшли   |
| 41    | Джонатан Суков     | Швейцарія       | 325.40           | 41               | Не пройшли   | Не пройшли   | Не пройшли   | Не пройшли   |
| 42    | Хесус Лірансо      | Венесуела       | 320.80           | 42               | Не пройшли   | Не пройшли   | Не пройшли   | Не пройшли   |
| 43    | Лаєм Стоун         | Нова Зеландія   | 316.60           | 43               | Не пройшли   | Не пройшли   | Не пройшли   | Не пройшли   |
| 44    | Ахмад Азман        | Малайзія        | 311.15           | 44               | Не пройшли   | Не пройшли   | Не пройшли   | Не пройшли   |
| 45    | Лі Марк Хан Мін    | Сінгапур        | 295.65           | 45               | Не пройшли   | Не пройшли   | Не пройшли   | Не пройшли   |
| 46    | Аммар Хассан       | Єгипет          | 293.70           | 46               | Не пройшли   | Не пройшли   | Не пройшли   | Не пройшли   |
| 47    | Юссеф Еззат        | Єгипет          | 293.35           | 47               | Не пройшли   | Не пройшли   | Не пройшли   | Не пройшли   |
| 48    | Артуро Вальдес     | Куба            | 287.40           | 48               | Не пройшли   | Не пройшли   | Не пройшли   | Не пройшли   |
| 49    | Дієго Каркін       | Чилі            | 285.00           | 49               | Не пройшли   | Не пройшли   | Не пройшли   | Не пройшли   |
| 50    | Адріано Крістофорі | Італія          | 284.85           | 50               | Не пройшли   | Не пройшли   | Не пройшли   | Не пройшли   |
| 51    | Ботонд Бота        | Угорщина        | 282.20           | 51               | Не пройшли   | Не пройшли   | Не пройшли   | Не пройшли   |
| 52    | Сандро Мелікідзе   | Грузія          | 281.00           | 52               | Не пройшли   | Не пройшли   | Не пройшли   | Не пройшли   |
| 53    | Карлос Ескалона    | Куба            | 265.25           | 53               | Не пройшли   | Не пройшли   | Не пройшли   | Не пройшли   |
| 54    | Абель Лігарт       | Угорщина        | 249.10           | 54               | Не пройшли   | Не пройшли   | Не пройшли   | Не пройшли   |
| 55    | Донато Неглія      | Чилі            | 189.35           | 55               | Не пройшли   | Не пройшли   | Не пройшли   | Не пройшли   |
| 56    | Достон Ботіров     | Узбекистан      | 49.50            | 56               | Не пройшли   | Не пройшли   | Не пройшли   | Не пройшли   |